# Hey Orgelbau
Die Orgelbaufirma Hey Orgelbau ist in der Rhön in Ostheim im Ortsteil Urspringen ansässig und gründet auf die Rhöner Orgelbautradition, die etwa 250 Jahre zurück reicht.

## Geschichte

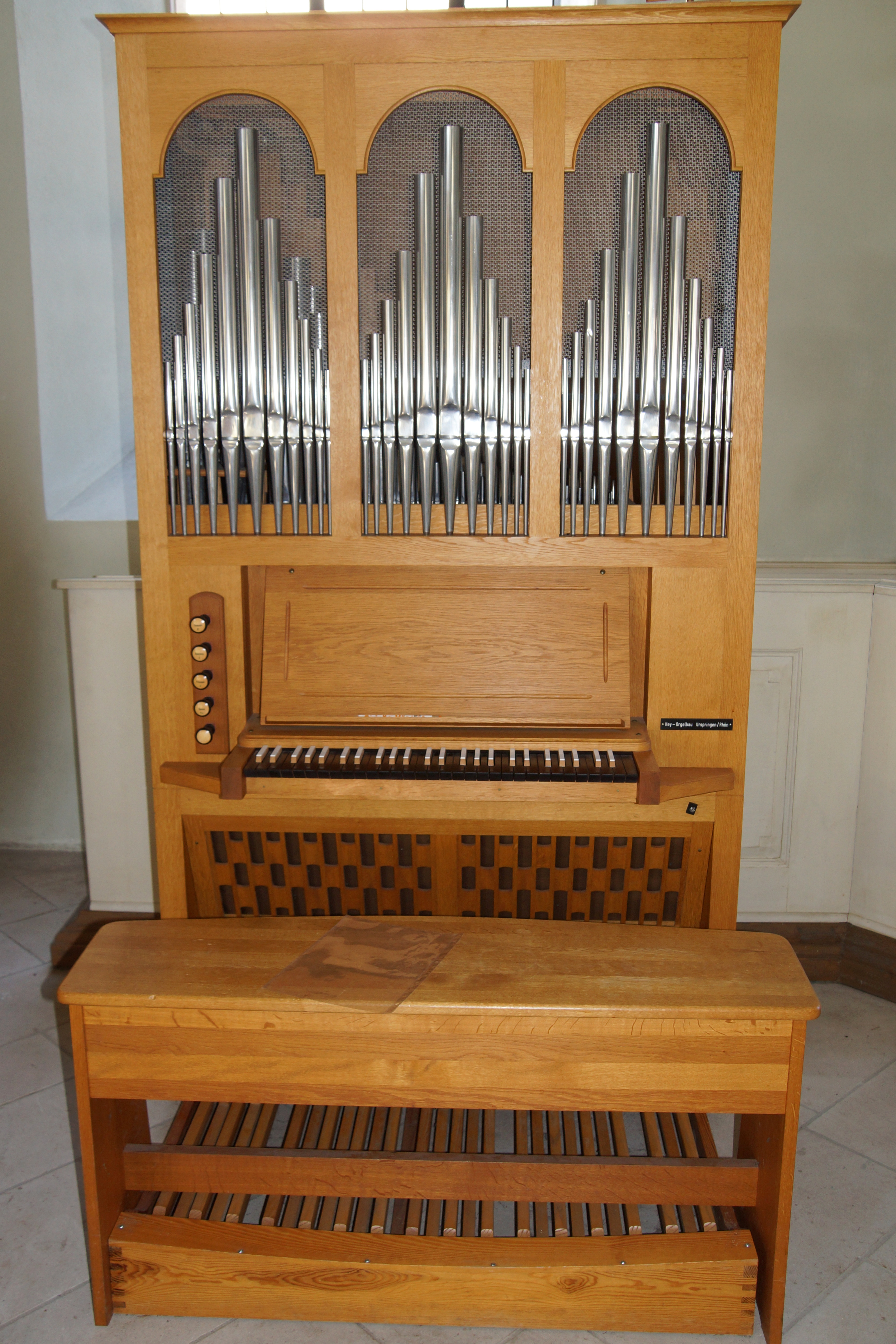
Hey-Orgel in der Dreifaltigkeitskirche Bad Berneck

Der Firmengründer Wilhelm Hey war zunächst Schreiner in der väterlichen Werkstatt und wechselte auf Anregung von Michael Katzenberger in den Orgelbau. Das Handwerk lernte er bei Randebrock im westfälischen Paderborn, wo er es bis zum Werksmeister brachte. Im Jahre 1870 fuhr er im Namen seines Lehrmeisters in die USA, um in Detroit ein großes Orgelwerk aufzustellen. In Deutschland arbeitete Wilhelm Hey zu dieser Zeit an Orgeln in Warburg, Werl, St. Walburga und in Corvey.
Als 1874 Michael Katzenberger verstarb, kehrte Wilhelm Hey, ausgestattet mit qualifizierten Kenntnissen und gründlicher Erfahrung, in die Heimat zurück und übernahm im Alter von 34 Jahren dessen Kundenkreis und Werkstatt. In diesem Datum gründete sich das 125-jährige Hey-Firmenjubiläum.
Wilhelm Hey gewann schnell das Vertrauen der Kundschaft am Dreiländereck zu Thüringen, Hessen und Bayern. Die Orgelneubauten errichtete er mit klassizistischen Rechteck- oder Rundbogenprospekten. Seine Werke zeugen noch heute von hohem handwerklichen und künstlerischen Können. Zahlreiche Urkunden und Gutachten sprechen für die hohe Qualität der Arbeit, für Geschick und handwerkliches Können des Altmeisters. Über die Arbeitsweise von Wilhelm Hey gibt folgendes Zeugnis Auskunft, das der Bischöfliche Orgelsachverständige und Stadtkantor Johannes Gesang aus Fulda über die Reparatur in den Jahren 1884 und 1885 in der katholischen Kirche Hofbieber-Kleinsassen geschrieben hat; es lautet:
„Auf Ersuchen des hochlöblichen Kirchenvorstandes der Pfarrgemeinde habe ich am 8. Juni c. a. das oben bezeichnete Werk geprüft. Herr Hey hat die im anliegenden Kostenanschlag verzeichneten Arbeiten pünktlich und genau ausgeführt. Das Pfeifenwerk ist in besten Zustand gesetzt worden, die neuen Pfeifen sind nett und sauber gearbeitet, auch die drei Bässe sind gründlich repariert. […] Die Mechanik und das Regierungswerk sind gut hergerichtet. Die beiden Bälge sind ebenfalls sehr gut und dauerhaft hergestellt. […] Intonation und Stimmung lassen ebenfalls nicht zu wünschen übrig. Herrn Hey kann ich nur meine volle Zufriedenheit aussprechen und rühmen, dass er bei bescheidener Forderung mit viel Gewandtheit, Fleiß und großer Ausdauer die Reparaturen ausgeführt hat und dadurch seine Tüchtigkeit in der Orgelbaukunst aufs beste bekundete, was ihm zu allseitiger Empfehlung gereichen möge.“

### Die Söhne Otto und August Hey
Wilhelm Heys Sohn Otto Hey war ein feinsinniger, musikalischer Mann. Er erlernte das Handwerk bei seinem Vater und übernahm die Werkstatt in einer wirtschaftlich schwierigen Zeit. Neubauaufträge waren damals in der armen Rhön nicht zu bekommen. Er führte vorwiegend Umbau-, Reparatur- und Stimmarbeiten durch.
Wilhelm Heys zweiter Sohn August Hey arbeitete zunächst bei seinem Vater als Orgelbauer. Später trat er eine Lehre bei einer Textilfirma in Leipzig an und ging in die Fremde. Er brachte es zu Wohlstand und Ansehen. Die Tochter von Wilhelm Hey, Ida Hey, heiratete in die Held-Mühle nach Heufurt: „Mehl, Brot - ohne Not“, das war die Diktion des Vaters.
Erich Hey erlernte das Orgelbauhandwerk bei seinem Großvater Wilhelm Hey und beendete nach dessen Tod die Lehre bei seinem Vater Otto Hey. Der Heranwachsende entwickelte schon in jungen Jahren großes Talent. Außerhalb der Schulzeit arbeitete er in der Werkstatt seines Großvaters Wilhelm mit.
Seine Kenntnisse im Orgelbauhandwerk erweiterte er in den Jahren 1925/26 bei Steinmeyer in Oettingen und 1926/27 bei Paul Faust in Schwelm/Westfalen. Seit Mitte 1927 war er wieder im väterlichen Betrieb tätig. Am 8. Juli 1936 legte Erich Hey seine Meisterprüfung in Weimar ab und übernahm die Orgelbauwerkstatt, die er später in die heutige Hauptstraße in Sondheim/Rhön verlegte. Erich Hey galt als ein großer Musikus: Meisterhaft spielte er sieben Instrumente, war zudem Kantor und Chorleiter in Sondheim/Rhön und gab in den Abendstunden Musikunterricht.

### Wolfgang und Gotthard Hey
Wolfgang Hey erlernte das Orgelbauhandwerk bei seinem Vater Erich Hey und erweiterte seine Kenntnisse unter anderem auch bei Steinmeyer in Oettingen, wo schon sein Vater gelernt hatte. Nach dem plötzlichen Tod des Vaters im Jahr 1962 übernahm er den Orgelbaubetrieb in einer einmalig schwierigen Zeit. Zusammen mit seinem Bruder Gotthard Hey verlegte er die Werkstätte von Sondheim/Rhön in das benachbarte Urspringen/Rhön. Gotthard Hey erlernte das Orgelbauhandwerk bei seinem Vater und bei Kreienbrink in Osnabrück.
Mit wachsendem Auftrags- und Personalvolumen baute Wolfgang Hey 1972 eine vollkommen neue Werkstätte. Die auf neuestem Stand eingerichteten Werks-, Ausstellungs-, Lager-, Restaurations-, Konstruktions- und Büroräume umfassen eine Größe von 2.100 Quadratmetern. Es können hier Orgelwerke in nahezu jeglicher Größenordnung gebaut oder fachgerecht restauriert werden.
Wolfgang Hey erwarb sich das Vertrauen zahlreicher Orgelexperten sowie Kirchengemeinden und konnte sein Arbeitsgebiet trotz schwieriger wirtschaftlicher Situation im Zonenrandgebiet erheblich ausdehnen.
Als Beurteilung schrieb der amtliche Orgelsachverständige des Erzbischöflichen Ordinariats Bamberg, Herr Domkapellmeister Wolfgang Wünsch, Folgendes: „Seit 1969 hat Herr Hey im Bereich der Erzdiözese Bamberg mehrere Schleifladen-Orgeln gebaut; dabei wurde grundsätzlich die mechanische Spieltraktur bevorzugt. Ich bestätige gern, dass sämtliche von Herrn Hey in meinem Dienstbereich gebauten Orgeln nicht nur in der technischen und handwerklichen Ausführung, sondern auch in ihrer künstlerischen Qualität weit über dem Durchschnitt stehende Instrumente sind. Die geschmackvolle Intonation und eine absolute Funktionssicherheit runden das Gesamtbild in bester Weise ab.“
Im Jahr 1993 gab Wolfgang Hey den florierenden, wirtschaftlich gesunden Orgelbaubetrieb an seine beiden Söhne ab, die bereits seit Jahren verantwortlich im Betrieb mitarbeiten.

### Herbert und Erhard Hey
Herbert und Erhard Hey sind die beiden Söhne von Wolfgang Hey. Beide erlernten das Orgelbauhandwerk in der Fremde, sie legten 1975 und 1984 ihre Meisterprüfungen im Orgel- und Harmoniumbauerhandwerk ab. Von 1993 bis 1995 führten beide den Betrieb. Neben den zahlreichen Orgelneu- und Umbauten galt und gilt das besondere Interesse der stilgerechten Restaurierung historischer Orgelwerke.
1996 übernahm Herbert Hey den Orgelbaubetrieb. Unterstützt von seinem Bruder Erhard werden die neuen Orgelwerke streng nach klassischen Prinzipien konstruiert und gefertigt, ohne jedoch die Errungenschaften des zeitgenössischen Orgelbaus gänzlich außer Acht zu lassen. 1998 erhielt Herbert Hey durch die Handwerkskammer Stuttgart die Urkunde zum Restaurator im Orgel- und Harmoniumbauerhandwerk. Damit zählt die Hey-Werkstatt zu den ältesten Orgelbauwerkstätten Deutschlands. Seit 1963 ist sie in Urspringen/Rhön ansässig. Heute wird sie von Herbert Hey geführt. Im März 2024 meldete die Firma Insolvenz an. Thomas Hey führt die Familientradition mit der Hey Orgelbau UG fort.

## Werkliste (Auswahl)
| Jahr | Ort                    | Kirche                              | Bild | Manuale | Register | Bemerkungen |
| ---- | ---------------------- | ----------------------------------- | ---- | ------- | -------- | --- |
| 1954 | Wickers                | St. Josef                           |      | I/P     | 10       | |
| 1968 | Schlüchtern            | Ulrich-von-Hutten Gymnasium         |      | II/P    | 11       | Die Orgel steht in der Aula des Gymnasiums und wird in den Ferien von der Kirchenmusikakademie verwendet. Beim Bau wurden teils Pfeifen aus der Vorgängerorgel von Wilhelm Ratzmann (Gelnhausen) aus dem Jahr 1885 verwendet. → Orgel |
| 1970 | Heufurt                | Sankt Jakobus der Ältere            |      | II/P    | 13       | |
| 1974 | Redwitz an der Rodach  | Kath. Kuratie St. Michael           |      | II/P    | 21       | |
| 1976 | Trockau                | St. Thomas von Aquin                |      | II/P    | 22       | |
| 1978 | Zell im Fichtelgebirge | St. Gallus                          |      | II/P    | 24       | hinter Heidenreich-Prospekt → Orgel |
| 1979 | Haßlach bei Kronach    | St Johannes d. T.                   |      | II/P    | 18       | Opus 109. → Orgel |
| 1980 | Bad Orb                | St. Michael                         |      | III/P   | 37       | |
| 1980 | Schnabelwaid           | Maria-Magdalena-Kirche              |      | II/P    | 17       | → Orgel |
| 1982 | Burghaslach            | St.-Ägidius-Kirche                  |      | II/P    | 28       | |
| 1985 | Ochsenfurt             | Evangelische Kirche                 |      | III/P   | 24       | |
| 1986 | Bad Windsheim          | St. Kilian                          |      | IV/P    | 60       | |
| 1987 | Lichtenfels            | Martin-Luther-Kirche                |      | III/P   | 32       | → Orgel |
| 1988 | Amberg                 | Paulanerkirche                      |      | III/P   | 40       | hinter Prospekt von G. F. Steinmeyer von 1889 |
| 1989 | Marktleuthen           | St. Nikolaus                        |      | II/P    | 30       | → Orgel |
| 1990 | Naila                  | Städt. Friedhof, Aussegnungshalle   |      | I/p     | 3        | → Orgel |
| 1992 | Bad Berneck            | Dreifaltigkeitskirche               |      | III/P   | 28       | |
| 1992 | Wassermungenau         | St. Andreas                         |      | II/P    | 27       | hinter Prospekt von F. G. Vogtherr (1852) → Orgel |
| 1993 | Kronach                | St. Johannes der Täufer             |      | III/P   | 38       | |
| 1997 | Sondershausen          | St. Trinitatis                      |      | III/P   | 46       | → Orgel |
| 1998 | Hohenberg an der Eger  | Ev. Kirche St. Elisabeth            |      | II/P    | 13       | Opus 252 |
| 2001 | Oberhausen             | Evangelische Christuskirche         |      | III/P   | 32       | |
| 2002 | Oberthulba             | St. Johannes der Täufer             |      | III/P   | 37       | → Orgel |
| 2004 | Hof                    | Caritas-Seniorenheim Kolpingshöhe   |      | I/P     | 4(5)     | ein vakantes Register; 2023 umgesetzt in die Kapelle des Friedhofs Hof (Bild u. Link) → Orgel |
| 2004 | Mellrichstadt          | St. Kilian                          |      | III/P   | 42       | |
| 2008 | Schleusingen           | St. Johannis                        |      | III/P   | 39       | |
| 2011 | Yeosu, Korea           | Vox Maris, gebaut für die Expo 2012 |      | I/P     | 1        | lauteste Orgel der Welt mit 138,4 dB(A) (Guinness World Record) |
| 2017 | Struth                 | St. Jakobus                         |      | II/P    | 18       | Neubau hinter historischer Orgelfront (1885, Orgelbau Breitbart, Mühlhausen), Opus 291 |
| 2018 | Salz                   | Mariä Himmelfahrt                   |      | II/P    | 24       | Opus 292 |